# 有隣生命保険
有隣生命保険株式会社（ゆうりんせいめいほけん）は、1894年に由利公正が設立した生命保険会社。

## 概略
由利公正が、当時の京都府知事・中井弘の助力を得て京都に設立したのが始まりである。由利は初代社長に就任し、東京・大阪・福井にも店舗を構えた（福井に店舗を構えたのは、由利自身が福井出身だったからである）。
設立当時、日本は生命保険会社の勃興期であり、有隣生命保険株式会社は、真宗信徒生命、真宗生命と並ぶ仏教系生命保険会社の一つであった。しかし由利が病気で倒れると、その後は経営陣の不正もあって経営危機に陥り、何度となく経営権が異動する。
一旦は日本積善銀行の傘下に入るも、1916年、神国生命を経営する飯田延太郎に譲渡され、1918年9月21日に、神国生命と統合（形式上は神国生命の契約移転を当社が受けたが、事実上神国生命による吸収合併である）。1943年には明治生命と合併し、会社の歴史に幕を閉じた。